# Edwin Warczak
Edwin Andrzej Warczak (ur. 23 września 1949 w Bydgoszczy) – polski ekonomista i samorządowiec, w latach 1991–1994 prezydent Bydgoszczy.

## Życiorys
Ukończył w 1976 studia z zakresu ekonomiki produkcji na Akademii Ekonomicznej w Poznaniu. Odbył też m.in. podyplomowe Studium Menedżersko-Bankowe w Szkole Głównej Handlowej.
Od połowy lat 70. do 1989 zajmował stanowisko wicedyrektora wydziału w Wojewódzkiej Komisji Planowania w ramach Urzędu Wojewódzkiego w Bydgoszczy. Następnie przez rok pełnił funkcję pełnomocnika Rady Ministrów do spraw tworzenia samorządu terytorialnego. Od 1 lutego 1991 do 14 lipca 1994 sprawował urząd prezydenta Bydgoszczy.
W 1994 został dyrektorem oddziału Powszechnego Banku Kredytowego. W 2006 bez powodzenia próbował powrócić do samorządu, kandydując do bydgoskiej rady miasta z listy komitetu Konstantego Dombrowicza. W 2005 został prezesem siatkarskiego Klubu Sportowego Pałac Bydgoszcz.